# A királyság (film)
A királyság (eredeti cím: The Kingdom) 2007-ben bemutatott amerikai–német akcióthriller, melyet Matthew Michael Carnahan forgatókönyvéből Peter Berg rendezett. A főbb szerepekben Jamie Foxx, Chris Cooper és Jennifer Garner látható. A film fiktív történetét olyan események ihlették, mint a 2003. május 12-i rijádi és az 1996. június 26-án történt khobari robbantások a szaúd-arábiai királyságban. A forgatókönyvíró úgy foglalta össze a sztorit, hogy „Milyen lenne egy gyilkossági nyomozás a Marson?” 

## Rövid történet
A cselekmény egy FBI-csapatot követ nyomon, amely egy amerikai munkásoknak létesített épületegyüttesnél történt vérengzés ügyében nyomoz Szaúd-Arábiában.

## Cselekmény
|  | Alább a cselekmény részletei következnek! |

Miután egy halálos terroristatámadás száz amerikai civil életét követeli Rijádban, az FBI arra a lépésre szánja el magát, hogy csapatot küld Szaúd-Arábiába a merényletért felelősök felkutatására. Ronald Fleury különleges ügynök élete legnehezebb feladatát kapja, mikor őt választják ki az elitcsoport irányítására. Három ügynöktársával az oldalán biztos benne, hogy képesek lesznek bejutni és kézre keríteni a terroristasejtet egy héten belül. Az idegen kultúra, a rekkenő hőség és a politika mocskos labirintusa azonban nem várt nehézségeket görget útjukba. Megkérdőjeleződik informátoraik és helyi szövetségeseik megbízhatósága, s egyúttal saját képességeik is megmérettetnek. A helyi törvényi erők sokkal inkább akadályozó, semmint segítő jelenléte mellett Fleury váratlan támogatásra talál egy szimpatikus szaudi rendőrparancsnokban. Az FBI-alakulat rövidesen megfelelő nyomra lel, ami elvezeti őket az ellenséggel való elkerülhetetlen leszámoláshoz.
|  | Itt a vége a cselekmény részletezésének! |

## Szereplők
| Szerep         | Színész         | Magyar hang        |
| -------------- | --------------- | ------------------ |
| Ronald Fleury  | Jamie Foxx      | Kálid Artúr        |
| Grant Sykes    | Chris Cooper    | Balázsi Gyula      |
| Janet Mayes    | Jennifer Garner | Kisfalvi Krisztina |
| Adam Leavitt   | Jason Bateman   | Kárpáti Levente    |
| Damon Schmidt  | Jeremy Piven    | Rába Roland        |
| Gideon Young   | Danny Huston    | Papp Dániel        |
| James Grace    | Richard Jenkins | Rudas István       |
| Francis Manner | Kyle Chandler   | Vári Attila        |
| Elaine Flowers | Frances Fisher  | Téglás Judit       |

## Háttér
A forgatás előtt Peter Berg rendező két hetet töltött előtanulmányokkal Szaúd-Arábiában. A felvételek 2006. július 10-én kezdődtek meg Arizona államban, a phoenixi Maricopa Megyei Bíróság épületében. Ez időben további jeleneteket rögzítettek Mesában is, szintén Arizonában; az amerikai táborban játszódó jeleneteket az Arizónai Állami Egyetemen vették fel, a politechnikai kampuszban.
2006. augusztus 12-én egy 25 éves stábtag életét vesztette, mikor az általa vezetett haszonjárműbe belerohant a rendezőt szállító autó a 202-es úton, Mesában.
Helyszíni forgatások voltak az Egyesült Arab Emirátusokban, közelebbről Abu-Dzabiban, két héten át, szeptember közepén. Mivel a Universal Picturesnek nincs irodája a Közel-Keleten, a munkálatoknak egy ottani produkciós cég, a dubai székhelyű Filmworks adott otthont. A film költségei 70 és 80 millió dollár közé tehetők.

## Fogadtatás

### Kritikai visszhang
A királyság megosztotta a kritikusokat. A Rotten Tomatoes oldalán alig több, mint a véleményezők fele szolgált pozitív értékeléssel; a film 51%-on áll. Az internetfelhasználó nézőknek azonban nagyrészt tetszett, amit láttak, ha az IMDb 7 csillag fölötti szavazatátlagát vesszük alapul.
John Anderson a Varietytől négy csillagból hármat adott a filmnek, mondván, A királyság „realista thriller, ami vegyíti a közönséget kielégítő akciókat és a provokatív politikai felhangokat.” A New York Times kritikusa, A.O. Scott szerint „A királyságra tekinthetünk úgy, mint az iszlám fundamentalista terrorizmusra adott amerikai válasz remélt revizionista forgatókönyvére.”
Lou Lumenick a New York Posttól úgy látta, „A királysággal a hollywoodi filmgyártás újabb indokot biztosít az iszlám világnak, hogy miért utálják Amerikát”, a filmet pedig „xenofóbnak” és „uszítónak” találta. A The Los Angeles Times munkatársa, Kenneth Turan azt írta, a film „egy ügyes ürügy a hatásos rendbontásra, ami fele olyan eszes sincs, mit amilyen lenni szeretett volna.”

### Bevételi adatok
A királyság 2007. szeptember 28-án került az amerikai mozikba. A lista második helyén nyitott 17,1 millió dollárral. Futását zárva 47 millió dollárt tudhatott magáénak, míg a világ többi részén 39 milliót gyűjtött, így összesen 86 milliót hozott világszerte.